# Opera Srpskog narodnog pozorišta

## Nastanak i razvoj do1924.
Od svog osnivanja 1861., Srpsko narodno pozorište je na svom repertoaru imalo komade s pjevanjem i glazbom. Razvijajući se preko složenijih oblika – operete, krajem 19. stoljeća predstavilo je i najkompleksniju glazbenu formu –operu.
Čak i za vrijeme prve, pionirske dekade, glazba je bila važna komponenta predstava. Kazalište je uvijek imalo svog kapelnika (dirigenta), a zbor su činili uglavnom glumci i mali kazališni orkestar. Prvi Kapelnik bio je Adolf Lifka. Za prvi originalni doprinos novosadskoj glazbenoj sceni zaslužan je mladi, talentirani Aksentije Maksimović, koji je komponirao glazbu za sedamnaest predstava.
Prva opereta – „Vračara”, čiji je autor bio glumac i reditelj Velja Miljković, a kompozitor A. Pihert, izvedena je 1891. (na gostovanju u Beloj Crkvi).
Prve operske predstave u Novom Sadu odigrane su 1897.: „Lepa Galatea” Franza Suppea i „Jovičini svatovi” Victora Masséa, obe u režiji Pere Dobrinovića i dirigentskim vođstvom A. Piherta.
Najistaknutiji solisti tog vremena bili su: Sultana Cijukova, Draga Spasić i Žarko Savić – srpski prvi pjevač internacionalne reputacije.
Poslije Prvog svjetskog rata, Srpsko narodno pozorište nastavlja s izvođenjem opereta i opera. Zaslužni pojedinci tog vremena bili su: Kosta Luković, Hinko Maržinec i Petar Konjović.
Zbog nedovoljne financijske pomoći i prihoda, Opera je ukinuta 1924., a uskoro, 1926. i Opereta.

## Obnova Opere
Stalna Opera je osnovana 1947. Prvi dirigent i direktor bio je Vojislav Ilić. Početak rada Opere kao institucije vezuje se uz premijeru Verdijeve „Traviate”, 16. studenog 1947. „La Traviata” je ostala najizvođeniji operski naslov. Pošto su se tada Hor i Orkestar prvi put pojavili u punom operskom sastavu, taj datum je usvojen za datum njihovog osnivanja. 
Istaknuti solisti tog vremena bili su: Zdenka Nikolić, Mirjana Vrčević Buta, Matija Skenderović, Olga Brucci, Rudolf Nemet, Anica Čepe, a kasnije i: Franc Puhar, Dimitri Marinovski, Šime Mardešić, Aranka Herćan Bodrič, Adela Marušević, Franja Knebl, Dušan Baltić, Vladan Cvejić, Irena Davosir Matanović, Svetozar Drakulić, Vojislav Kuculović, Jelena Ječmenica, Vera Berdović, Vera Kovač Vitkai...
Mnogi istaknuti dirigenti radili su u Operi Srpskog narodnog pozorišta: Vojislav Ilić, Lazar Buta, Predrag Milošević, Milan Asić, Dušan Babić, Dušan Miladinović, Davorin Županić, Gaetano Cilla (Italija), Marijan Fajdiga, Imre Toplak, Vladimir Topolković, Mladen Jagušt, Eugen Gvozdanović, dr Viktor Šafranek, Miodrag Janoski, Angel Šurev, Ion Iancu (Rumunjska), Juraj Ferik, Ljubiša Lazarević, Bojan Suđić, Dušan Mihajlović, Vesna Šouc Pantelić, Vesna Kesić Krsmanović, Renato Palumbo (Italija), Manlio Benzi (Italija), Janez Govednik, Marco Pace (Italija), Željka Milanović.
Ansambl Opere Srpskog narodnog pozorišta i danas ima izvanredne soliste, pjevače i glazbenike koji izvode djela internacionalnog i nacionalnog operskog nasljeđa, operete, mjuzikle i horsku glazbu, a održava i bogatu orkestarsku produkciju.

## Nagrade
Pored brojnih domaćih nagrada i priznanja posebno izdvajamo i tri izuzetno prestižne međunarodne nagrade Orkestru Srpskog narodnog pozorišta: Nagrada Savezne Vlade Republike Austrije za izvođenje Mozartove opere „Figarova ženidba” i Mozartovog „Requiema” iz 1956. godine povodom dvestote godišnjice od rođenja W. A. Mozarta; Nagrada Ministarstva kulture Iraka za izvođenje opere Rudolfa Bruccja  "Gilgameš (opera)" iz 1987. godine na I međunarodnom festivalu u Babilonu; Nagradu Ministarstva kulture Ruske Federacije – srebrna medalja „Puškin” za uspješno obilježavanje pesnikove godišnjice, u kojoj je bilo prvo dramsko izvođenje „Evgenija Onjegina” i prvo izvođenje opere Sergeja Rahmanjinova „Aleko” u Jugoslaviji iz 1999.
Naročito laskavo priznanje od strane operskih i glazbenih kritičara Jugoslavije 2001., Verdijevoj godini – Opera Srpskog narodnog pozorišta dobila je za izvanrednu interpretaciju Verdijevog „Macbetha” (dirigent Mladen Jagušt, reditelj Darijan Mihajlović). Predstava je proglašena za najbolji operski događaj proteklog desetljeća.

## Orkestar
Rujna 1945., Srpsko narodno pozorište (tada Vojvođansko narodno pozorište) angažiralo je violinistkinju Zoru Dušanović i oboista Lajoša Kesegija i tako postavilo kamen temeljac Orkestra. S novim članovima, primljenim tokom nekoliko narednih godina, prvi pravi Orkestar osnovan je zajedno s formiranjem Opere, 1947., a prva premijera bila je Verdijeva „La Traviata”, 16. studenog 1947. Njihov rad je, naročito tokom prve dekade postojanja, a zbog nedovoljnog broja dobrih glazbenika, bio tjesno povezan s ostalim profesionalnim ansamblima i institucijama u gradu: Novosadskom filharmonijom, različitim orkestrima Radio Novog Sada, Novosadskim kamernim orkestrom, Muzičkom školom “Isidor Bajić”, a kasnije i Muzičkom akademijom.
Orkestar Srpskog narodnog pozorišta samostalno je nastupao prilokom turneja Opere u Mađarskoj, Rumunjskoj, Bugarskoj, Grčkoj, Hrvatskoj, Italiji, Sloveniji, Austriji, Belgiji, Nizozemskoj, Luksemburgu, Njemačkoj, Rusiji, Egiptu i Iraku. Od svog osnivanja do danas Orkestar je izveo oko 210 opera i 120 baletskih premijera, 60 opereta i mjuzikala i više od 110 koncerata.
Koncertmajstori Orkestra su mladi ukrajinski violinist Sergej Šapovalov i Aleksandra Krčmar.

## Hor
Hor Opere Srpskog narodnog pozorišta je poznat po svojim visokim umjetničkim kvalitetima i oduvijek je ocjenjivan kao jedan od najboljih operskih horova u zemlji.
Zahvaljujući bogatoj tradiciji negovanja horske glazbe u Novom Sadu, Vojvođanskom pozorištu (danas Srpskom narodnom pozorištu) bilo je lako da, prilikom svoga obnavljanja poslije II svjetskog rata, angažira najtalentiranije pjevače. Pošto je Hor pri put nastupio u punom operskom sastavu na premijeri Verdijeve „La Traviate” 16. studenog 1947., taj dan je prihvaćen za datum njegovog osnivanja.
Od svojih početaka, Hor je, zajedno s Orkestrom, bio jedan od najpouzdanijih stubova Opere Srpskog narodnog pozorišta. Njegovu fizionomiju izgradio je prvi dirigent Opere, profesor Vojislav Ilić (dirgent), kompetentni poznavač horskog pjevanja. I kasniji dirigenti i korepetitori dali su doprinos održavanju i unapređivanju njegovog umjetničkog nivoa: Milutin Ružić, Ladislav Perldik, Vladimir Topolković, Mira Gligić, Ljiljana Krdžalić, Angelina Stefanović, dr Viktor Šafranek, Berislav Skenderović, Boris Černogubov, Eugen Gvozdanović, Juraj Ferik, Vesna Kesić Krsmanović i Natalija Mihajlovna Arefjeva. S vremena na vrijeme, neki članovi ansambla prihvaćali su odgovornost dirigiranja u operama: Katica Filep Ferenci, Đorđe Moldovanović i Čedomir Milušić. Nastupajući kao solisti u mnogim glazbenim žanrovima, TV i radio programima i na različitim jezicima, članovi Hora stekli su vrijedna nova iskustva i time doprinijeli kvalitetu izvođenja.
Potreba da se prikažu vokalno instrumentalna djela svih epoha, od polifonije šesnaestog stoljeća, preko baroka do modernog doba, ispunjena je 1980. godine, osnivanjem Hora Muzičkog centra Vojvodine. Njegov osnivač i dirigent bio je Juraj Ferik. Hor je radio do 1989.
Muški kamerni hor počeo je djelovati u okviru Muzičkog centra Vojvodine 1980. Nastavio je aktivnost 1996. Njegovi članovi su profesionalni pjevači Hora Opere Srpskog narodnog pozorišta. Svi su se oni prethodno ogledali na polju duhovne glazbe što ih je i okupilo u ovaj ansambl.
Za kratko vrijeme Hor je osvojio publiku svojom izuzetno bogatom koncertnom aktivnošću. Na repertoaru su im liturgije, naročito domaćih autora, koje do sada nisu izvođene. Posebno je značajno prvo izvođenje „Litrugije” Josifa Marinkovića, što je jedno od najvećih dostignuća Hora.
Osnivač Muškog kamernog hora je Juraj Ferik, dirigent. Diplomirao je na beogradskoj Muzičkoj akademiji 1965., specijalizirao se u Pragu, Beogradu i Nišu (Niški simfonijski orkestar). U Novi Sad je došao 1980. i tu proveo najveći dio karijere promovirajući kulturno nasljeđe Vojvodine i suvremeno domaće stvaralaštvo.
Ansambl je nastupao širom Srbije, kao i u inozemstvu (Italija, Grčka) i svuda je bio visoko ocjenjen, kako od publike, tako i od kritike. O tome govore i nagrade za visok umjetnički nivo, dobivene na festivalima kao što je zlatna medalja na 35. festivalu “Mokranjčevi dani”, plaketa na festivalu “Putevima pravoslavlja” u Novom Sadu, specijalna nagrada za premijerna izvođenja komponiranih liturgija na festivalu “Horovi među freskama” u Beogradu. 
Na repertoaru Muškog kamernog hora se nalaze takvi glazbeni biseri kao što su: „Božanstvena liturgija” Frančeska Sinika (1840.), „Liturgija” Roberta Tolingera (1885.), „Liturgija” Vladimira Boberiđa (1908.)...
U suradnji s Novosadskom filharmonijom Hor je realizirao nekoliko veoma važnih umjetničkih projekata: „Requiem” (Mozart), „Requiem” (Verdi), „Carmina Burana” (Orff), „Četiri godišnja doba (Haydn), „Vezilja slobode” (Vukdragović), „Jama” (Hercigonja), „Vojvodina” (Brucci – Antić).
Ženski kamerni hor počeo je da deluje u okviru Muzičkog centra Vojvodine 1980. Nastavio je aktivnost 2002. Djeluje pod rukovodstvom iskusnog dirigenta Vesne Kesić Krsmanović, koja u Srpskom narodnom pozorištu radi od 1987. Diplomirala je kompoziciju i dirigiranje na beogradskoj Muzičkoj akademiji, usavršavala se u Sienni (Italija) i Mađarskoj, i osvojila mnoge nagrade u kategoriji orkestarske i horske glazbe. Zahvaljujući njenom vođstvu, stručna kritika redovno ističe umjetničke kvalitete novosadskog horskog ansambla, naglašavajući njihovu uvježbanost, vokalnu tehniku i dinamičko nijansiranje uz sočnu i nosivu, sviježu zvučnost. Hor je gostovao 10. svibnjaa 2004. u Sarajevu (BiH), na samitu o toleranciji u „Carmini Burani” Carla Orffa, kao vodeći hor. Gostovali su i na otvaranju Starog mosta u Mostaru (BiH),, 23. srpnjaa 2004. s istim programom.
Na svom repertoaru imaju djela najvećih svjetskih i domaćih autora horske glazbe: Lasso, Palestrina, Albinoni, Kodály, Mozart, Pergolesi... Njihovo najveće dostignuće je izvođenje „Božanstvene liturgije Sv. Jovana Zlatoustog” (Mokranjac, Arkadij Dubenski, Marko Tajčević), 2003. godine.

## Uprava
- Direktor 
  - Berislav Skenderović
- Poslovni sekretar 
  - Emilija Bilić
- Organizator 
  - Lado Leš
- Reditelj 
  - Vojislav Soldatović
- Korepetitori
  - Danijela Hodoba-Leš
  - Irina Mitrović
  - Gleb Gorbunov
- Inspicijenti
  - Olga Banovčanin
  - Tanja Milanov
  - Stojanka Milušić
  - Dejan Teodorović
- Šaptači
  - Boženka Očovaj
  - Milana Cap
- Nototeka
  - Glavni nototekar – Snežana Janković
  - Nototekar – Mirjana Stančić
  - Pomoćnik nototekara – Petar Lato
- Muzički dekorateri
  - Milena Bulatović
  - Goran Krstić
  - Dragan Novak